# Forrest Gainer
Pour les articles homonymes, voir Forrest.
Pas d'image ? Cliquez ici

a Compétitions nationales et continentales officielles uniquement.

b Matchs officiels uniquement.
Dernière mise à jour le 30 novembre 2024.
Forrest Gainer, né le 15 avril 1979 à Edmonton (Canada), est un joueur de rugby à XV canadien. Il joue en équipe du Canada et évolue au poste de pilier (1,82 m pour 113 kg).

## Carrière

### En équipe nationale
Il a honoré sa première cape internationale en équipe du Canada le 27 mai 2004 contre l'équipe des États-Unis.

## Palmarès

### En club
- Vainqueur des phases finales du championnat de France Pro D2 : 2006

### En équipe nationale
- 16 sélections en équipe du Canada entre 2004 et 2006
- Sélections par année : 7 en 2004, 7 en 2005, 2 en 2006